# Tugai

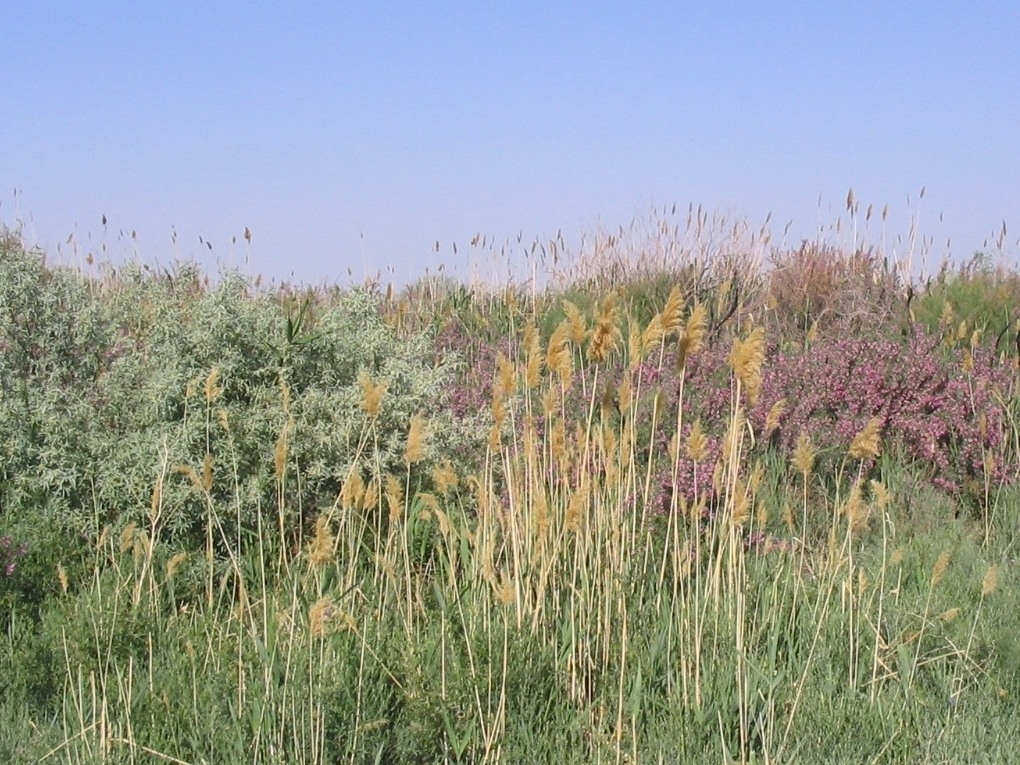
Tugai-vegetatie langs de Syr Darja in Kazachstan

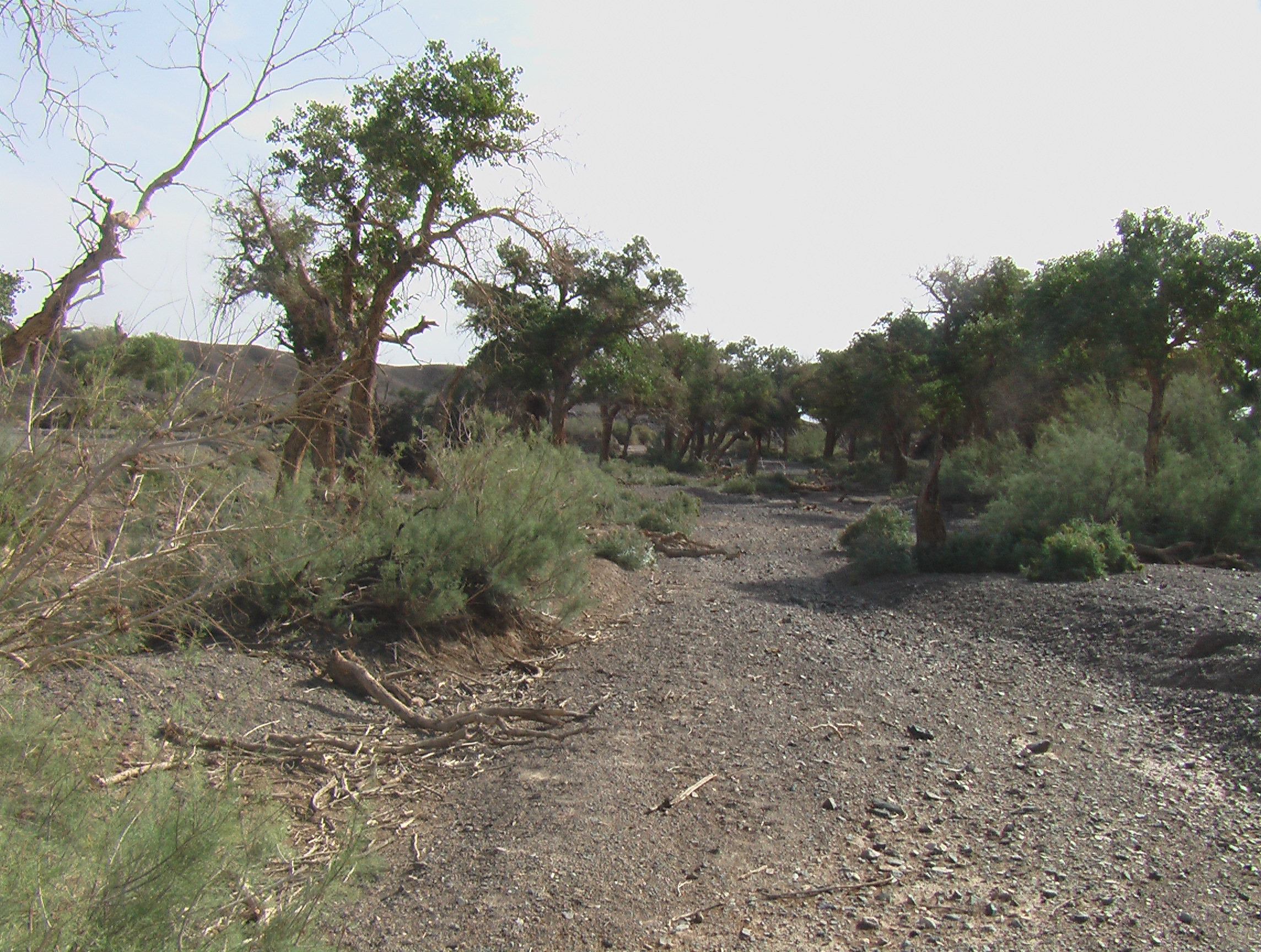
Eufraatpopulieren en tamariskstruiken bij de Ekhiin-Gol-oase in de Gobiwoestijn in Bajanhongor, Mongolië.

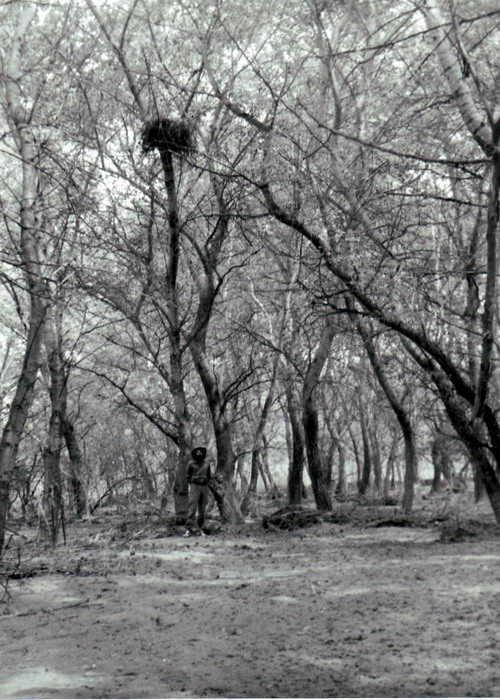
Een oostelijke keizerarend nestelt in een tugaibos in Georgië.

Tugai is een vorm van riparisch woud of galerijbosgebied geassocieerd met overstromingsvlaktes en uiterwaarden in droge klimaten in Centraal-Azië. Deze wetlands zijn onderhevig aan periodieke overstromingen en zijn grotendeels afhankelijk van overstromingen en grondwater in plaats van rechtstreeks van regenval. Tugai-habitats komen voor in semi-aride en woestijnklimaten. Omdat de habitat van tugai meestal lineair is en de loop van rivieren in dorre landschappen volgt, fungeren tugai-gebieden vaak als ecologische verbindingszones voor dieren in het wild. Ze zijn verdwenen of versnipperd geraakt over een groot deel van hun vroegere verspreidingsgebied.
Het centrum van het verspreidingsgebied van de tugai-vegetatie is het Tarimbekken in het noordwesten van China, waar het natuurreservaat Tarim Huyanglin in de middenloop van de Tarim de grootste gebieden met intacte tugai-bossen bevat, met een schatting in 1993 van ongeveer 61% van het totaal. De Centraal-Aziatische landen hebben nog eens 31% in handen, terwijl er kleinere gebieden overblijven in het Midden-Oosten en Pakistan. Tugais komen ook voor in de Kaukasus.
In 2023 beschermde de UNESCO Commissie voor het Werelderfgoed de Tugai-wouden van het Tigrovaya Balka-natuurreservaat in Tadzjikistan als werelderfgoed omwille van het schaarser voorkomen van tugai-vegetatie.
Gelijkaardig aan de tugai zijn de in Noord-Amerika als bosque aangeduide galerijbossen, waar de naam geleend is van het Spaanse bosque, wat woud betekend.

## Vegetatie
In de buurt van rivieren en waar het grondwaterpeil ondiep is, wordt de vegetatie meestal gedomineerd door populieren (vooral Populus euphratica) en wilgen zoals Salix songarica. Waar het bos verstoord is, groeien andere soorten zoals tamarisk, duindoorn en oleaster. Kruidachtige planten zijn onder meer riet, gewone waterbies, zomprus, vlooienkruid, stekelnoot en doornappel. De vegetatie van de grastugai wordt gedomineerd door gewoon riet, struisriet en lisdodde. Waar het grondwater dieper is, zullen eiken en iepen domineren. De belangrijkste oorzaken voor het verlies van tugai-vegetatie zijn de bouw van dammen, het kappen van bomen, begrazing en landbouw.